# Reisterstown
Reisterstown és una concentració de població designada pel cens dels Estats Units a l'estat de Maryland. Segons el cens del July 2007 tenia 23.360 habitants.

## Demografia
Segons el cens del 2000, Reisterstown tenia 22.438 habitants, 8.680 habitatges, i 5.980 famílies. La densitat de població era de 1.722,3 habitants per km².
Dels 8.680 habitatges en un 36% hi vivien nens de menys de 18 anys, en un 50,1% hi vivien parelles casades, en un 14,5% dones solteres, i en un 31,1% no eren unitats familiars. En el 24,7% dels habitatges hi vivien persones soles el 5,6% de les quals corresponia a persones de 65 anys o més que vivien soles. El nombre mitjà de persones vivint en cada habitatge era de 2,55 i el nombre mitjà de persones que vivien en cada família era de 3,06.
Per edats la població es repartia de la següent manera: un 26% tenia menys de 18 anys, un 7,8% entre 18 i 24, un 34,9% entre 25 i 44, un 22,2% de 45 a 60 i un 9,1% 65 anys o més.
L'edat mediana era de 35 anys. Per cada 100 dones de 18 o més anys hi havia 86 homes.
La renda mediana per habitatge era de 47.587$ i la renda mediana per família de 55.418$. Els homes tenien una renda mediana de 37.322$ mentre que les dones 31.190$. La renda per capita de la població era de 22.206$. Entorn del 4,6% de les famílies i el 5,8% de la població estaven per davall del llindar de pobresa.

## Poblacions més properes
El següent diagrama mostra les poblacions més properes.